# Distretto di Larkana
Il distretto di Larkana (in urdu: ضلع لاڑکانہ) è un distretto del Sindh, in Pakistan, che ha come capoluogo Larkana. Nel 1998 possedeva una popolazione di 1.927.066 abitanti.